# Историческо графство
Историческо графство е графство в Англия, създадено от норманите, като в повечето случаи то продължава предходни образувания, установени от англосаксонците или от други народи. Освен исторически те биват наричани и древни графства или традиционни графства. През годините това разделение се използва при правораздаване, събиране на данъци и организация на въоръжените сили, а по-късно и за упражняване на местната власт и за избиране на парламентарни представители. Макар и с доста променени граници, историческите графства продължават да са в основата на съвременната местна власт.

## История
Великобритания е разделена за първи път на административни райони от римляните, най-вероятно според географски признаци като реките. Преди тяхното пристигане границите на отделните племена не са били точно фиксирани. След края на Римска Британия около 410 г. тези първи разделения на земята най-общо са изоставени, макар и да са запазени отделни традиционни малки кралства, предимно в Югоизточна Англия. Оформянето на границите на бъдещите английски графства започва скоро след това, като кралство Кент е основано около 445 г. В южна Англия кралство Уесекс въвежда административната структура на графствата (на английски: shire), боро на английски: boroughs (или -burhs) и ealdormen откъдето те са възприети и в кралство Мърсия, което попада под контрола на западните саксонци през 9 век. След създаването на Кралство Англия през 927 става необходимо да се въведат административни единици и от предишните кралства са оформени графства (на английски: earldoms). По време на Норманското нашествие в кралството има 32, 35 или 37 графства според различни автори  В повечето случаи графствата в средновековието се администрират от шериф (етимология: shire-reeve), представляващ кралската власт. След норманското нашествие шерифът е заменен и името на графството е сменено от „shire“ на „county“, или „области във владението на граф“.
Някои от графствата обаче са се оформяли значително по-късно, чак до към 16 век и поради това варират значително по размер. Между 16 век и края на 19 век (до Local Government Act 1888) границите на графствата се запазват почти постоянни.  Всяко графство има задължението да събира данъците от името на централната власт, организира отбраната и правораздаването на местно ниво.

### Южна Англия
Графствата в Южна Англия са предимно областите от времето на кралство Уесекс, както и анексирани към него независими преди това кралства или територии, обитавани от различни племена. Кент произлиза от кралство Кент, а Есекс, Съсекс и Мидълсекс са съответно някогашните кралства на източните, южните и средните саксонци (на английски: East Saxons, South Saxons and Middle Saxons). Норфолк и Съфолк са бившите области North Folk и South Folk на кралството на Източна Англия (на английски: Kingdom of East Anglia). Само едно от графствата по южното крайбрежие на Англия окончава на -shire, Хампшър, като името му произлиза от град Hamwic който се е намирал на мястото на Саутхемптън. Вече не съществува саксонското графство Уинчкомбшър (на английски: Winchcombeshire) което е било самостоятелно между 1007 и 1017, но след това е присъединено към Глостършър.
Дорсет и Съмърсет дължат част от името си на някогашните обитатели saete. Девън и Корнуол са свързани с келтските кралства, известни с латинските си названия Dumnonia и Cornubia.
Около 1131 г. Лондонското Сити получава собствен шериф със специална харта на крал Хенри I. С нея графство Мидълсекс е придадено към Лондон.
Бристъл се развива като основно пристанище през Средновековието, стъпвайки на двата бряга на река Ейвън, формираща границата между Глостършър и Съмърсет. През 1373 г. Едуард III постановява градът да се отдели от двете графства и да стане отделно графство . По-късно подобен статут получават Норич (1404), Саутхемптън (1447), Кентърбъри (1471), Глостър (1483), Ексетър (1537) и Пул (1571). Тези графства стават известни като counties corporate.

### Средна Англия
Когато кралство Уесекс завладява Мърсия през 9-10 век, земята е разделена на области с приблизително равна големина и потенциал за събиране на данъци. Всяка област обичайно носела името на главния град и наставката „-шър“ (на английски: -shire), например Нортхамптъншър и Уорикшър. В други случаи настъпва известно съкращаване - например Чешър е съкратена форма на Честършър.
В Източна Средна Англия има предположения, че границите на графствата съответстват на разпределенията от 9 век, направени при раздаването на земи на датската армия.  Рътланд е особена територия, отначало асоциирана с Нотингамшър, но впоследствие става най-малкото графство. Линкълншър наследява кралство Линдси (на английски: Kingdom of Lindsey), както и допълнителни територии, включително Стамфорд.
С кралски харти са учредени графства с центрове градовете Линкълн (1409), Нотингам (1448), Личфийлд (1556) и Устър (1622). Графство Ковънтри (на английски: County of the City of Coventry) се отделя от Уорикшър през 1451 г. и съществува отделно до 1842.

### Северна Англия
Голяма част от Нортумбрия също била разделена на графства, като най-известни са Халамшър (на английски: Hallamshire) и Крейвъншър (на английски: Cravenshire). Норманите не използват това разделение и затова те не се считат за древни графства. Огромното графство Йоркшър е приемник на викингското кралство Йорк и по време на Книгата на Страшния съд през 1086 включва днешната северна част на Ланкашър и части от историческите графства Къмбърланд и Уестморланд. Повечето от територията на двете последни графства е шотландско владение до 1092. След Норманското нашествие през 1066 голяма част от Северна Англия се обезлюдява и при преброяването за Книгата на Страшния съд данъците от тези територии се отчитат като част от Чешър и Йоркшър. Земите в Североизточна Англия, или Нортумбрия, които по-късно стават графства Дърам и Нортъмбърланд, не са описани.
Графства Къмбърланд, Ланкашър, Дърам и Нортъмбърланд са основани през 12 век. Ланкашър е основан през 1182 г. Част от земите на епископите на Дърам са отделени в отделно графство до 1572 г., но след това стават част от Нортъмбърланд. С кралски харти са учредени графства с центрове градовете Честър (1238/9), Йорк (1396), Нюкасъл ъпон Тайн (1400) и Кингстън ъпон Хъл (1440). През 1551 Берик ъпон Туид, на границата с Шотландия, също е провъзгласен за county corporate.

### Границата с Уелс
По време на Книгата на Страшния съд някои части от днешен Уелс са били територия на английски графства, например Монмът е бил част от Херефордшър. Книгата на Страшния съд включва като част от Чешър и други райони от Уелс, например Флинтшър След Норманското нашествие земите от т.нар Уелска марка (на английски: March of Wales) имат особен статут и са до голяма степен независими както от английската монархия, така и от Уелското княжество. Това трае до 1535-6 г., когато части от тях са включени в английските графства Шропшър, Херефордшър и Глостършър.
Монмътшър е историческо графство, създадено със закона Laws in Wales Act през 1535 и по-късно придадено към Англия. То заема особено място и от 1536 насетне се споменава редом с Уелс като „Уелс и Монмътшър“ (на английски: Wales and Monmouthshire), но общо взето се счита за част от Уелс. За целите на парламентарните избори то се счита за английско графство до 1950 г., а за целите на местното самоуправление – до 1974 г., когато недвусмислено е включено като част на Уелс с Local Government Act 1972.

## Текущо състояние
Макар че през годините са извършвани структурни реформи в системата на местното управление в Англия (последните промени са от 2009 г.), историческите графства продължават да са в основата на съвременната местна власт, макар и с доста променени граници. На тях се основават сега действащите церемониални и неметрополни графства. Други графства не съществуват вече за административна цел, но са запазени като название за някои дейности, например в отборите по крикет („каунти крикет клъб“, на английски: county cricket club). Други са разформировани за известен период, а после са възстановени. В таблицата са изброени съществувалите към края на 19 век графства и текущото им състояние:
| Историческо графство | Подредба по площ (към 1891 г.) | към 2010 г.                                                                           |
| -------------------- | ------------------------------ | ------------------------------------------------------------------------------------- |
| Бедфордшър           | 36                             | съществува                                                                            |
| Бъкингамшър          | 33                             | съществува                                                                            |
| Бъркшър              | 34                             | съществува                                                                            |
| Глостършър           | 17                             | съществува                                                                            |
| Дарбишър             | 19                             | съществува                                                                            |
| Девън                | 3                              | съществува                                                                            |
| Дорсет               | 23                             | съществува                                                                            |
| Дърам                | 21                             | съществува                                                                            |
| Есекс                | 10                             | съществува                                                                            |
| Йоркшър              | 1                              | преобразувано 1974 в Северен Йоркшър, Западен Йоркшър, Южен Йоркшър и Източен Йоркшър |
| Кеймбриджшър         | 25                             | съществува                                                                            |
| Кент                 | 9                              | съществува                                                                            |
| Корнуол              | 15                             | съществува                                                                            |
| Къмбърланд           | 11                             | преобразувано 1974 в Къмбрия                                                          |
| Ланкашър             | 6                              | съществува                                                                            |
| Лестършър            | 28                             | съществува                                                                            |
| Линкълншър           | 2                              | съществува                                                                            |
| Мидълсекс            | 38                             | разформировано 1965 и разпределено между Голям Лондон, Хартфордшър и Съри             |
| Норфолк              | 4                              | съществува                                                                            |
| Нортхамптъншър       | 22                             | съществува                                                                            |
| Нортъмбърланд        | 5                              | съществува                                                                            |
| Нотингамшър          | 26                             | съществува                                                                            |
| Оксфордшър           | 31                             | съществува                                                                            |
| Рътланд              | 39                             | разформировано 1974, възстановено 1997                                                |
| Стафордшър           | 18                             | съществува                                                                            |
| Съмърсет             | 7                              | съществува                                                                            |
| Съри                 | 30                             | съществува                                                                            |
| Съсекс               | 13                             | преобразувано 1974                                                                    |
| Съфолк               | 12                             | съществува                                                                            |
| Уестморланд          | 29                             | преобразувано 1974 в Къмбрия                                                          |
| Уилтшър              | 14                             | съществува                                                                            |
| Уорикшър             | 24                             | съществува                                                                            |
| Устършър             | 32                             | разформировано 1974, възстановено 1998                                                |
| Хампшър              | 8                              | съществува                                                                            |
| Хартфордшър          | 35                             | съществува                                                                            |
| Херефордшър          | 27                             | разформировано 1974, възстановено 1998                                                |
| Хънтигдъншър         | 37                             | преобразувано 1965                                                                    |
| Чешър                | 20                             | съществува                                                                            |
| Шропшър              | 16                             | съществува                                                                            |